# Суруловка
Суруловка — село в Новоспасском районе Ульяновской области в составе Новоспасского городского поселения.

## География
Находится на расстоянии примерно 4 километра по прямой на юг от районного центра поселка Новоспасское.

## История
Основано в XVIII веке. 
В 1780 году, при создании Симбирского наместничества, деревня Суруловка, при ключе, помещичьих крестьян, вошла в состав Канадейского уезда, в котором жило 88 ревизских душ. 
В 1859 году деревня Суруловка входила в состав 2-го стана Сызранского уезда Симбирской губернии, в котором в 81 дворе жило 704 (323 муж. и 381 жен.) человек. 
В 1879 году прихожанами был построен деревянный храм с престолом в честь Казанской иконы Божьей Матери. 
В 1913 году в селе было 178 дворов, 1220 жителей, Казанская церковь. 
В 1990-е годы центр коопхоза «Суруловское».

## Население
Население составляло 655 человек (русские 77%) в 2002 году, 580 по переписи 2010 года.

## Известные уроженцы
- Парамонов, Николай Петрович — советский хозяйственный, государственный и политический деятель, Герой Социалистического Труда.
- Бадигин, Михаил Петрович  — полный кавалер ордена Славы.

## Инфраструктура
Отделение связи, комбинат бытового обслуживания, школа, дом культуры.

## Достопримечательности
- Памятник истории регионального значения «Братская могила советских лётчиков, погибших при воздушной катастрофе 1944 года» охраняемый государством[7][8][9].